# Missionsbasilika San Juan Capistrano

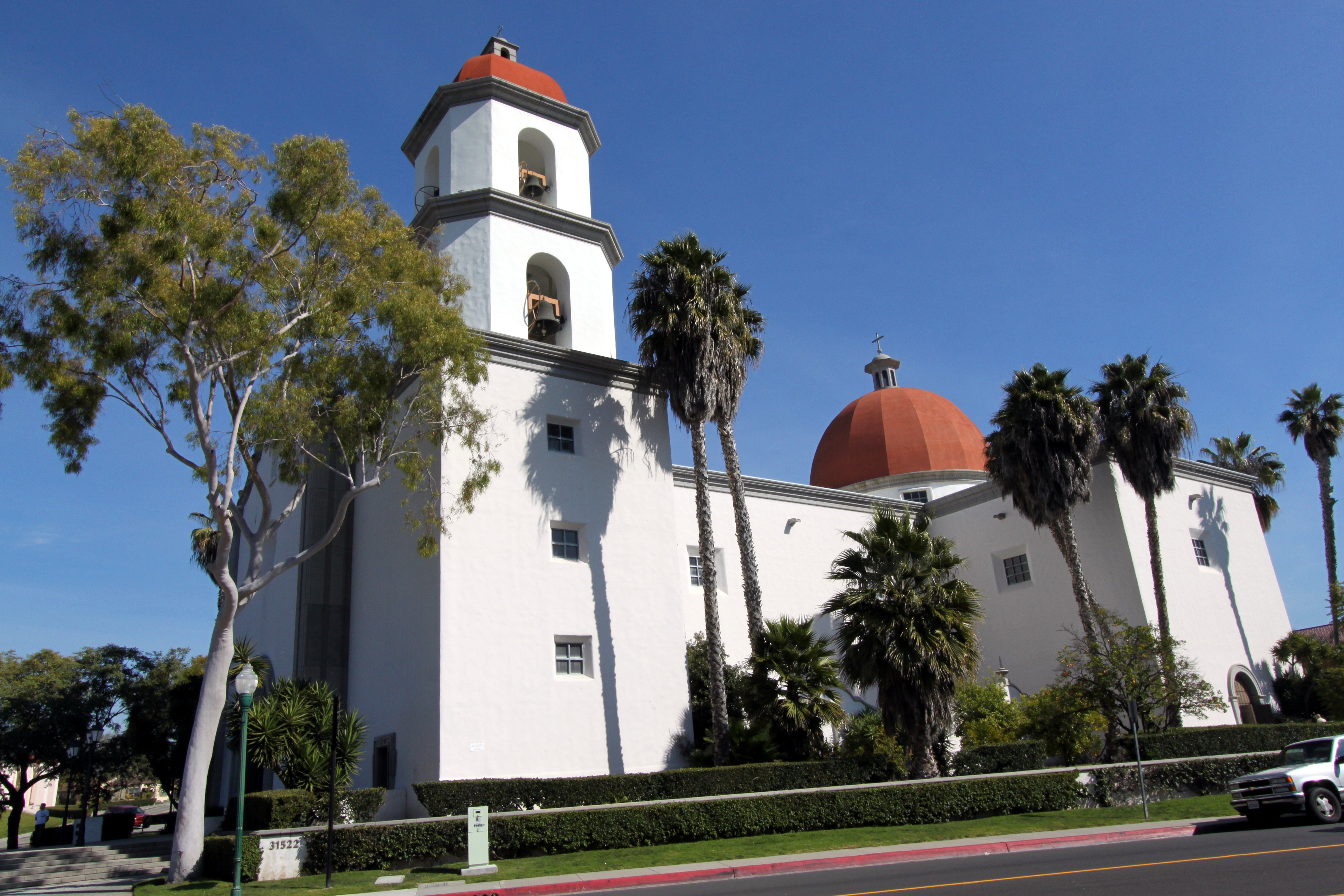
Missionsbasilika San Juan Capistrano

Die Missionsbasilika San Juan Capistrano ist eine römisch-katholische Pfarrkirche nordwestlich der Mission San Juan Capistrano in der gleichnamigen Stadt in Kalifornien, Vereinigte Staaten. Die nach Johannes Capistranus benannte Kirche des Bistums Orange in California wurde 1986 fertiggestellt, im Jahr 2000 zur Basilica minor erhoben und 2003 zu einem Nationalheiligtum erklärt.

## Geschichte der Mission

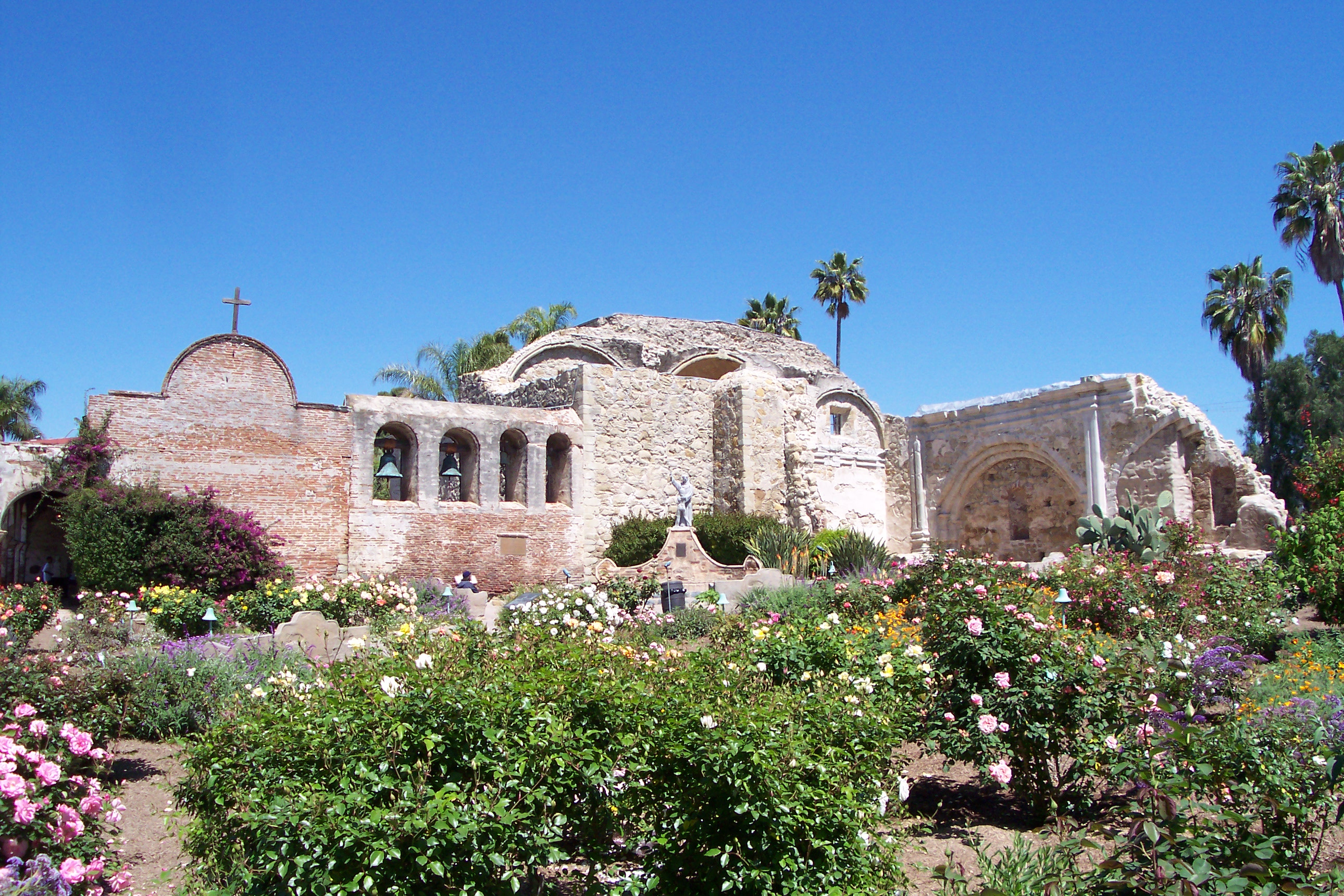
Ruine der Großen Steinkirche

Ab 1769 wurden an der El Camino Real die Spanischen Missionen in Kalifornien gegründet. Die Mission San Juan Capistrano wurde 1776 von spanischen Mitgliedern des Franziskanerordens aufgebaut. Hier wurde auch 1779 die „Missionstraube“, entstanden aus der Criolla grande, gepflanzt, aus der 1783 der erste Wein in Alta California gekeltert wurde. Die 1782 erbaute Pater-Serra-Kirche gilt als ältestes genutztes Gebäude in Kalifornien. Im Jahr 1797 begann der monumentale Bau der großen Steinkirche auf der Ostseite der Mission und dauerte neun Jahre. Sie wurde mit einem langen Kirchenschiff, einem Chor, sieben Kuppeln, einer Sakristei und einem Glockenturm errichtet. Kurz nach ihrer Fertigstellung stürzte die Kirche jedoch aufgrund eines schweren Erdbebens im Jahr 1812 ein, bei dem über 40 Menschen ums Leben kamen. Ein Wiederaufbau wurde nicht unternommen, die Ruinen sind zugänglich.
Unter John O’Sullivan wurde ab 1918 auf dem Gelände der Mission eine Pfarrgemeinde aufgebaut und begonnen, die alten Einrichtungen zu restaurieren. Pfarrer Paul Martin begann 1981 mit der Spendensammlung für den Bau einer neuen Kirche, da die Serra-Kapelle für die wachsende Bevölkerung nicht mehr ausreichte. Die erste Messe in dem neuen Gebäude auf der Nordseite der Mission wurde an Weihnachten 1984 gefeiert, aber der Bau sollte erst in zwei Jahren abgeschlossen sein. Die erste Messe in der neuen Kirche wurde am 23. Oktober 1986 gefeiert, und das Gebäude wurde am 8. Februar 1987 offiziell von Timothy Kardinal Manning geweiht.

Alte Mission San Juan Capistrano
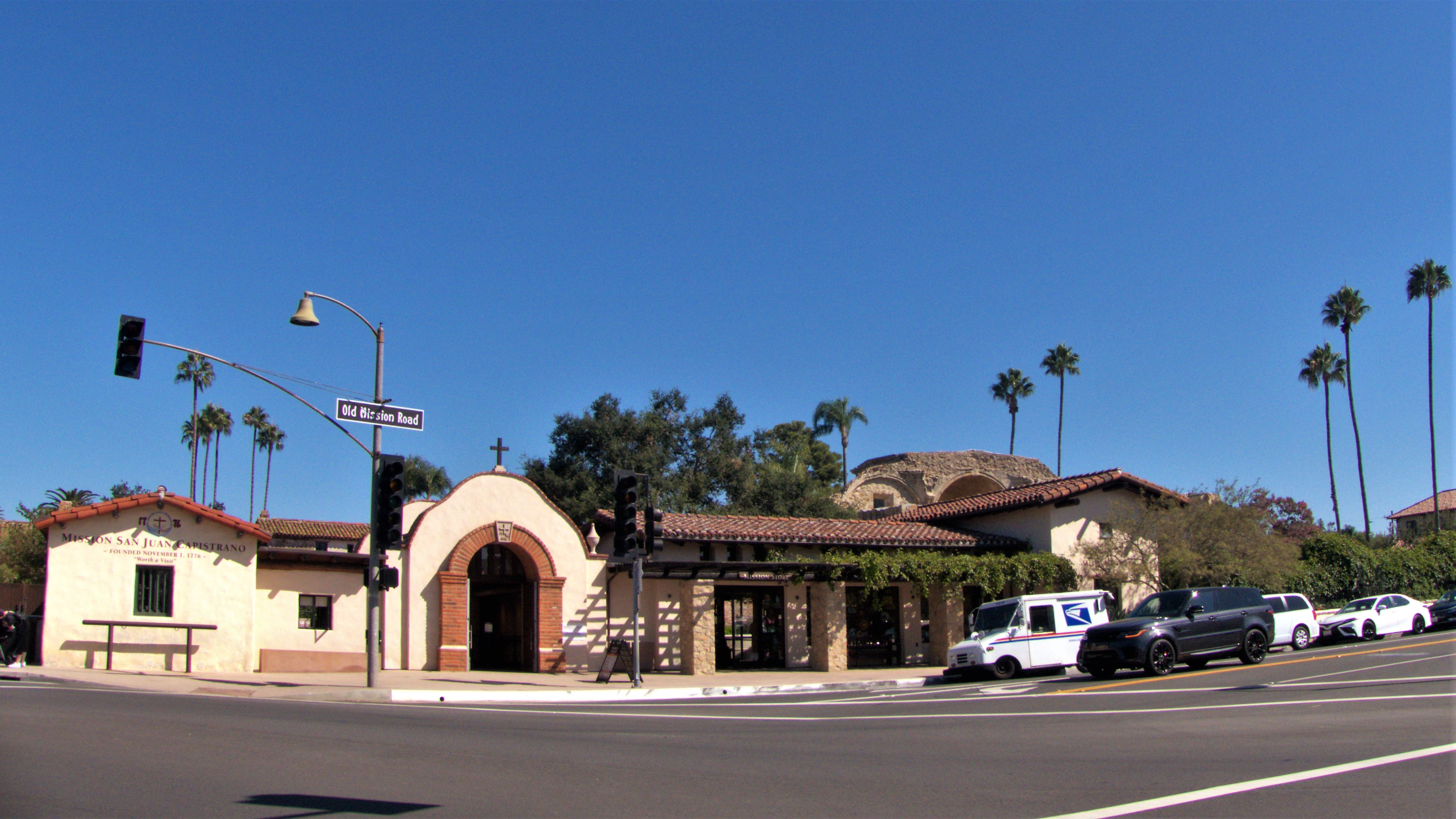
Old Mission Road, Eingang zur Alten Mission Capistrano
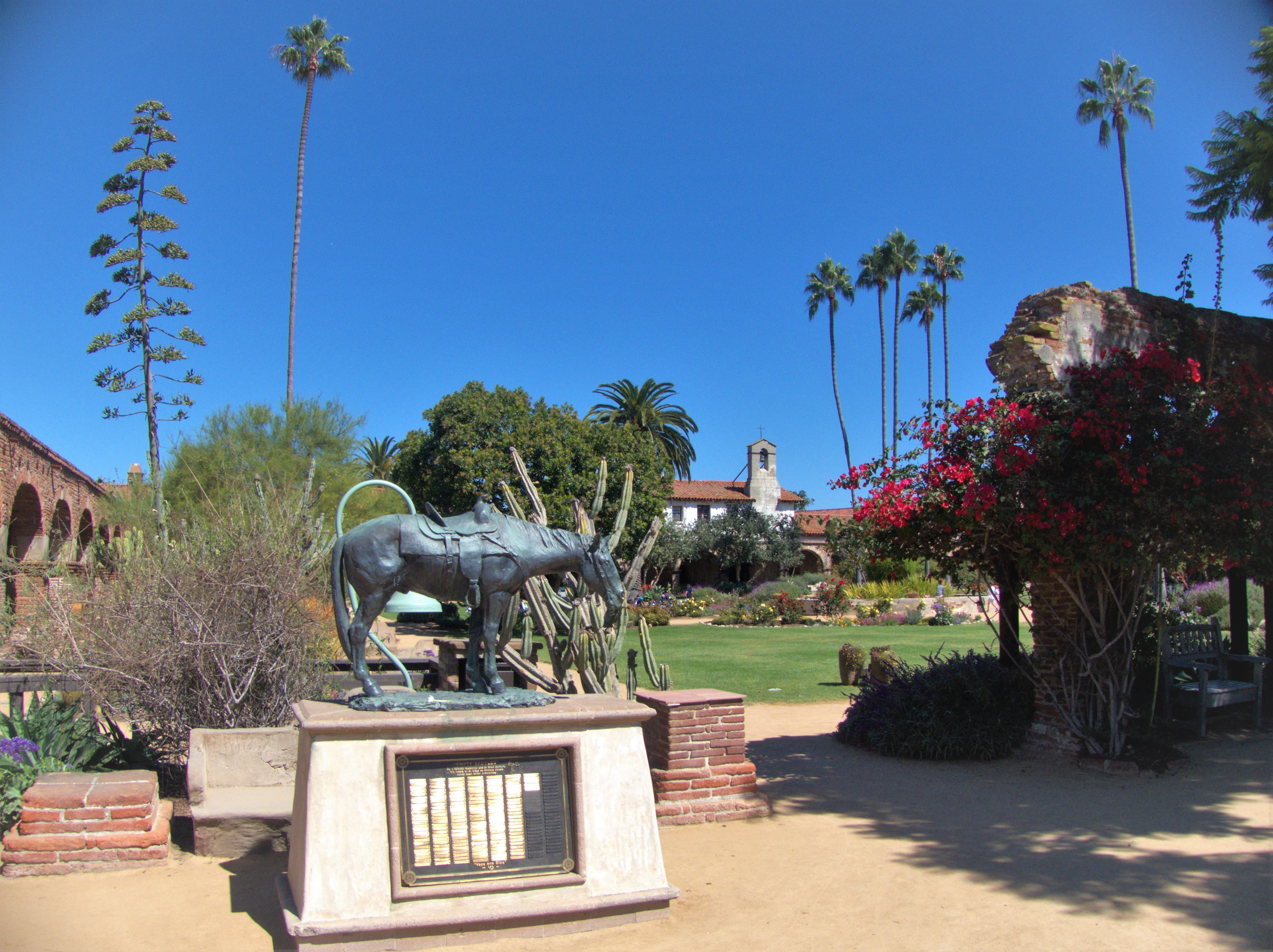
Eingang in den Haupthof der Alten Mission
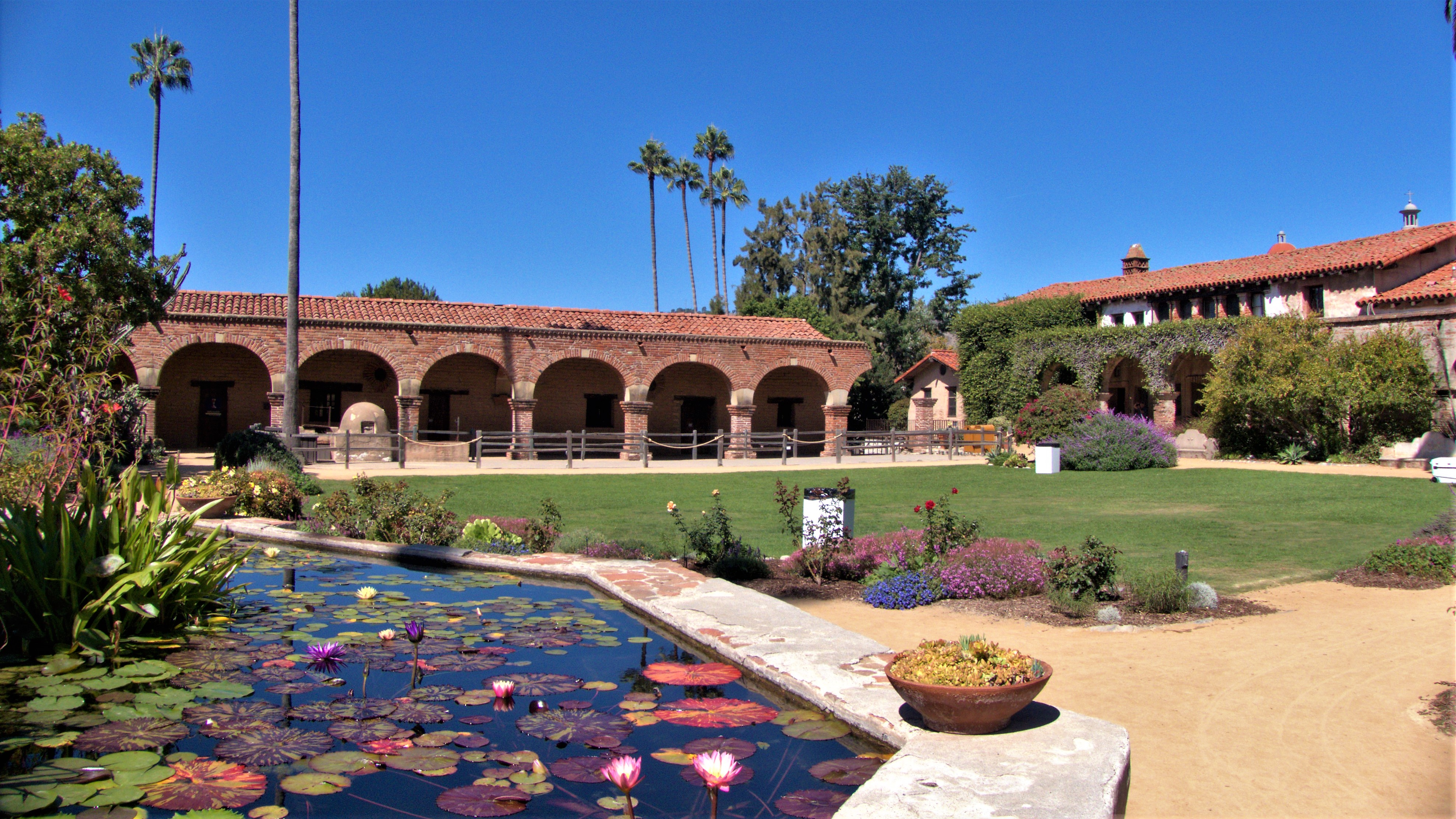
Haupthof der Alten Mission
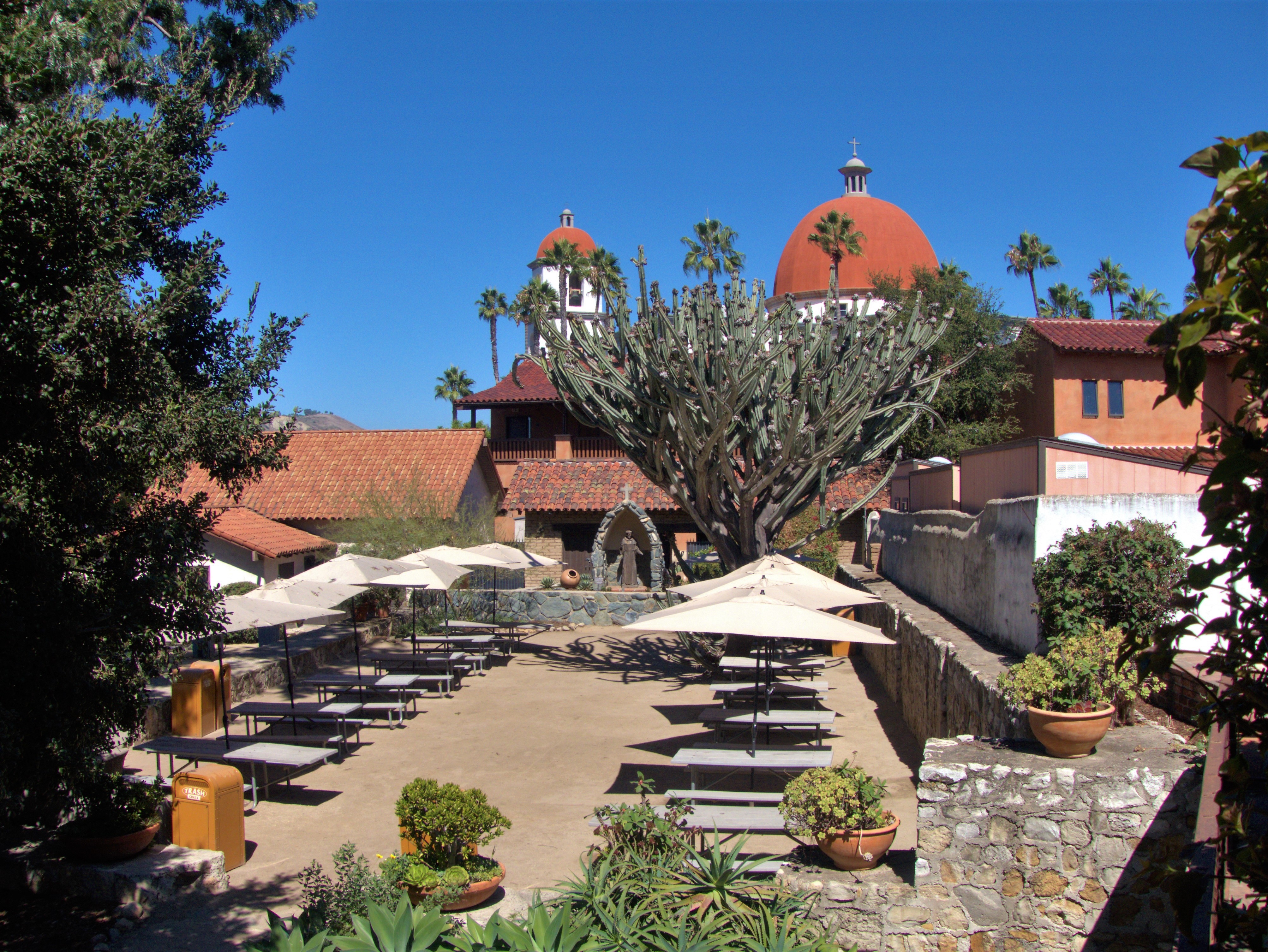
Blick vom Gewerbebereich der Alten Mission zur Neuen Missionsbasilika von 1986
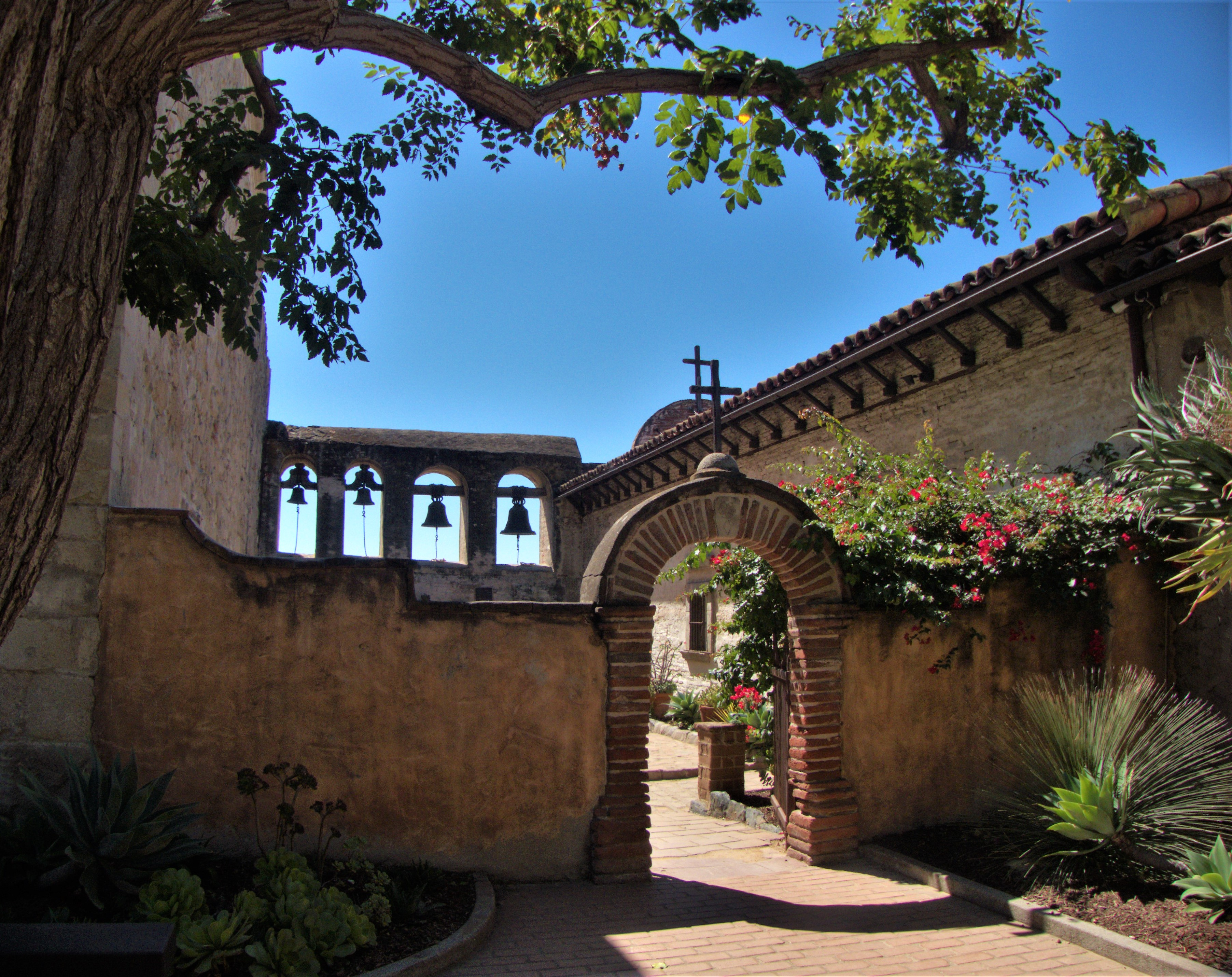
Eingang zum Heiligen Garten an der Großen Steinkirche
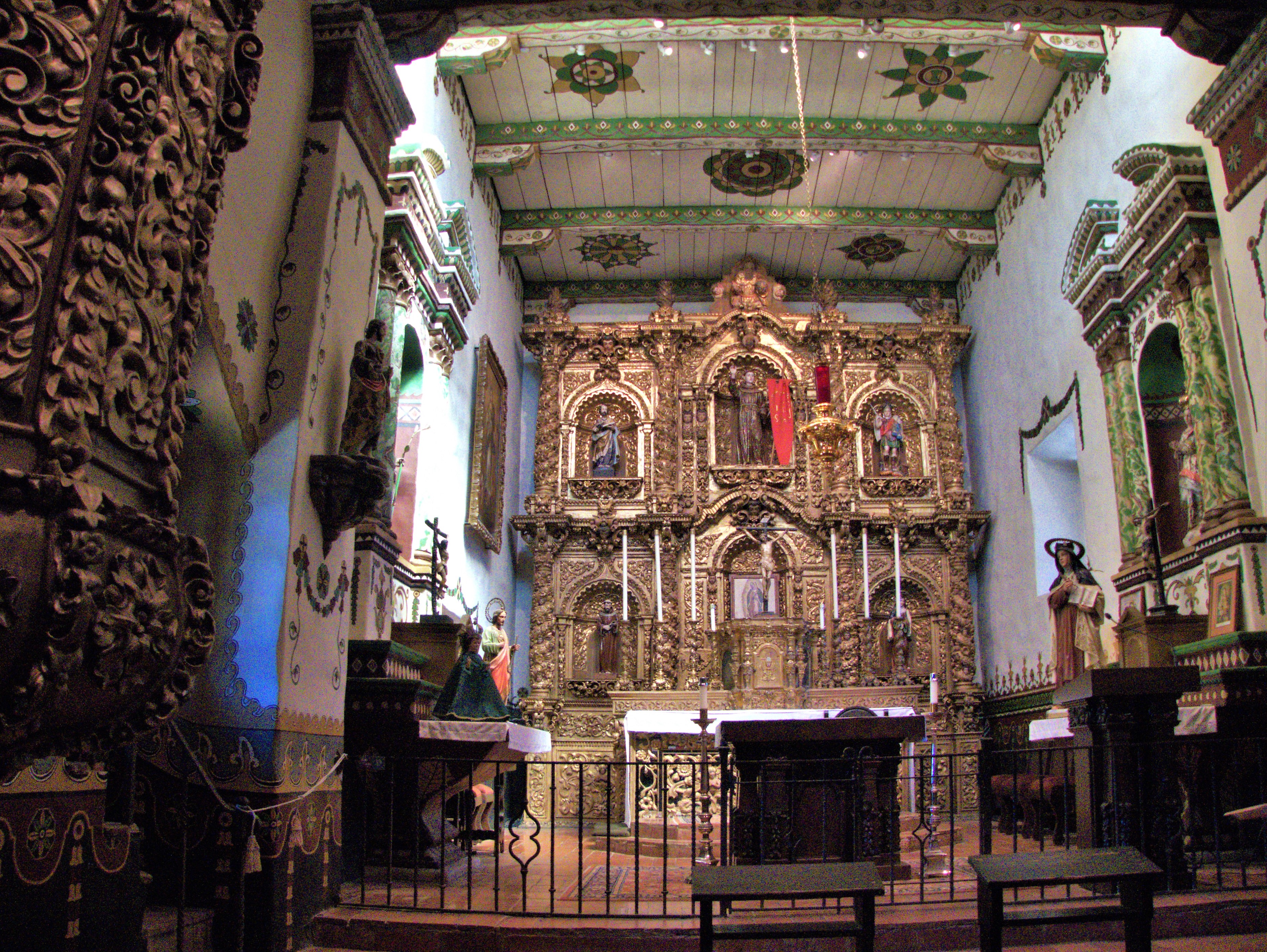
Serra-Kapelle von 1782
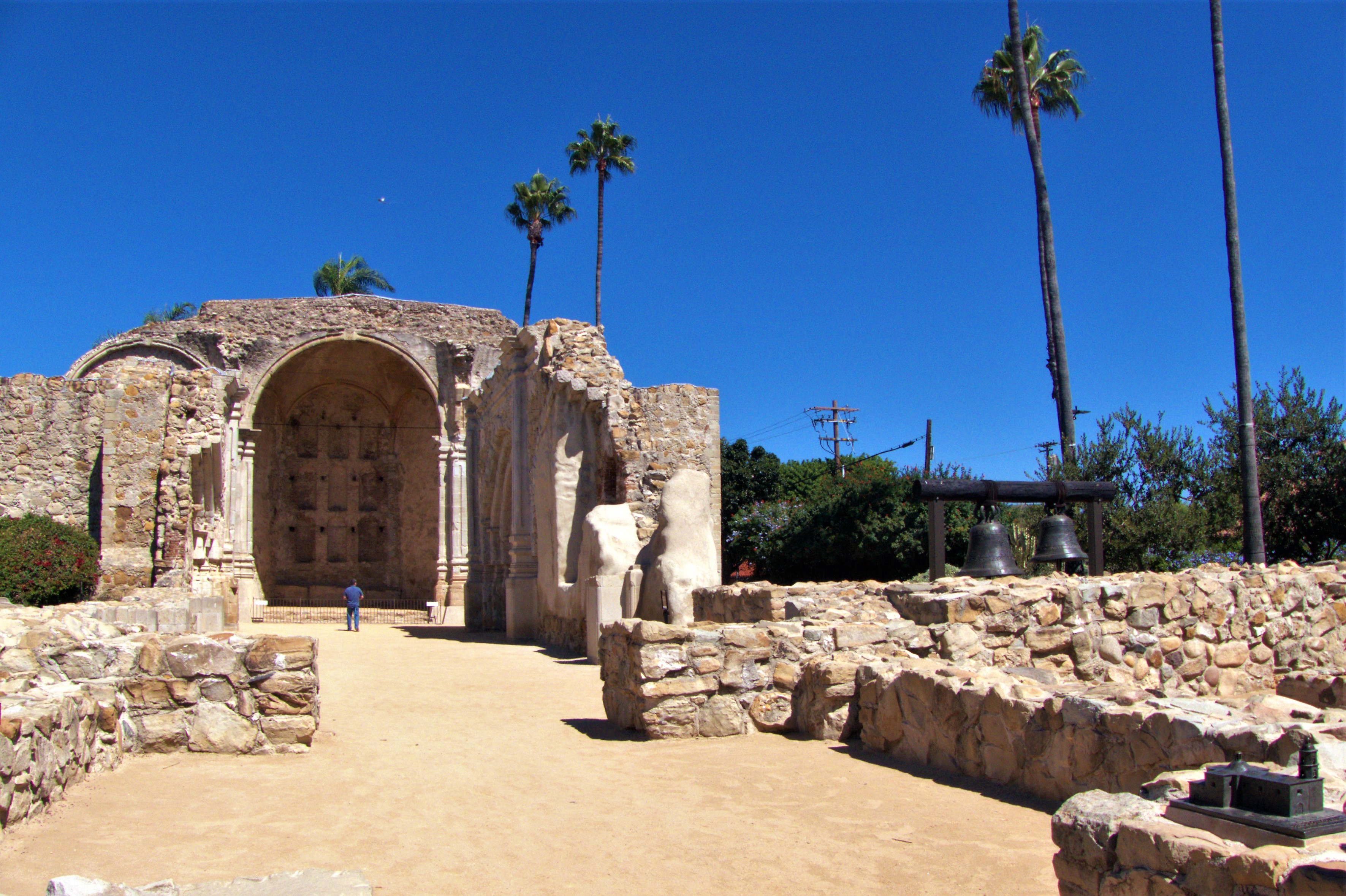
Ruinen der Großen Steinkirche von 1806, rechts unten am Bildrand Modell des ehemaligen Glockenturms

## Bauwerk

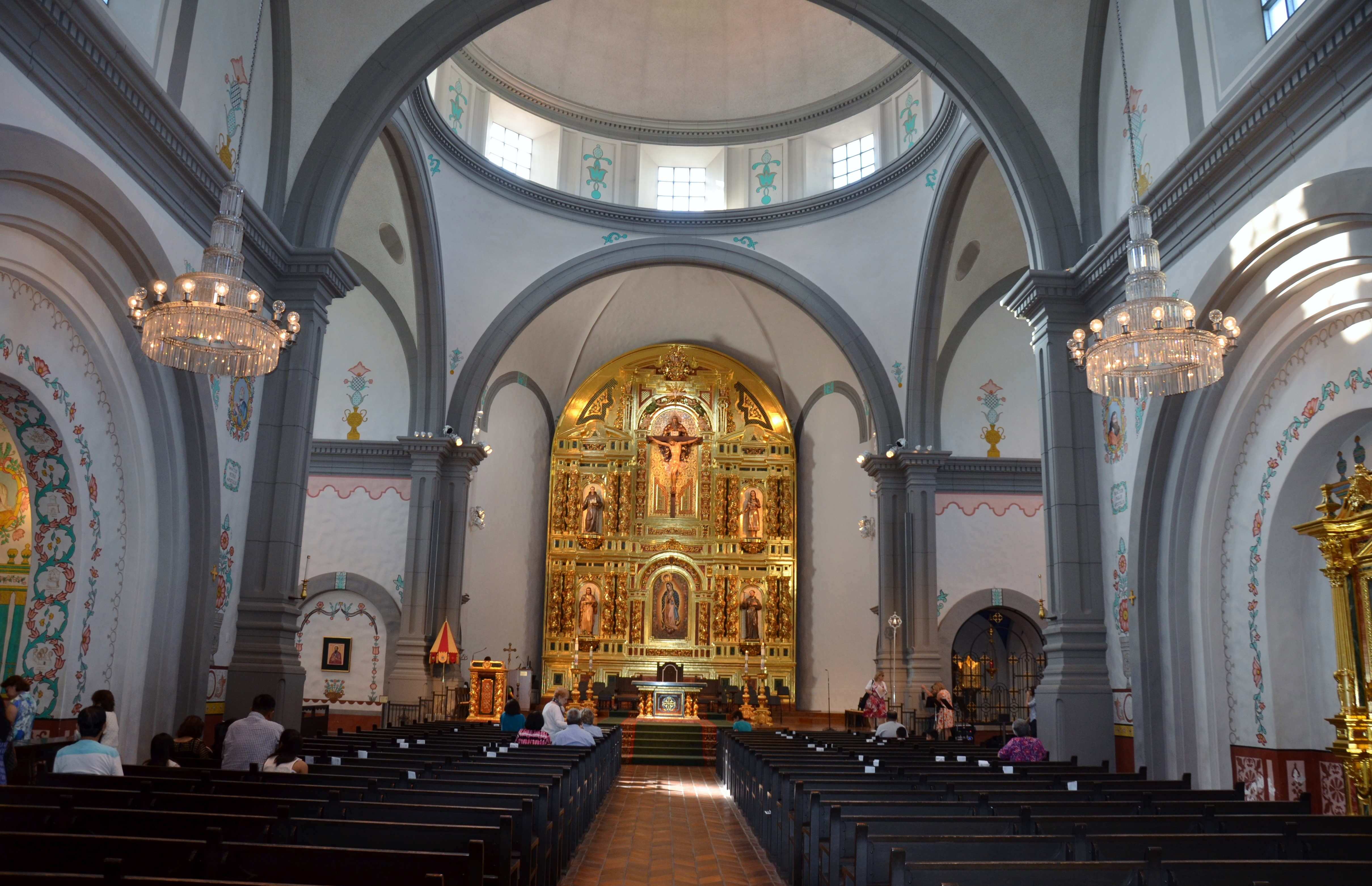
Innenraum

Die Kirche wurde im Stil der Missionskirchen entworfen. Die einschiffige Kirche erhielt einen kreuzförmigen Grundriss mit einer 26 Meter hohen Vierungskuppel, rechts neben dem Eingang ragt der Glockenturm 32 Meter hoch.
Der Innenraum wurde durch Norman Neuerberg gestaltet und teilweise ausgeführt. Der dominierende Teil der Kirchenausstattung ist das große Retabel, ein 13 Meter hoher, 9 Meter breiter und 16 Tonnen schwerer Altaraufsatz, der in Zedernholz geschnitzt und mit Blattgold überzogen ist und stilistisch an spanische und mexikanische Kolonialretabel aus dem 17. und 18. Jahrhundert erinnert. Im Mittelpunkt des Retabels steht die Dreifaltigkeit, dargestellt mit Kruzifix, Gottvater als alter Patriarch und dem Heiligen Geist als Taube. Unterhalb der Dreifaltigkeit befindet sich Unsere Liebe Frau von Guadalupe. Zu den vier Heiligen auf dem Retabel gehören Franz von Assisi als Schutzpatron des Gründungsordens der Mission, Josef, Junípero Serra als Missionsgründer und die heilige Kateri Tekakwitha – bedeutend für die indianische Bevölkerung der Region. Das Retabel wurde in Madrid entworfen und geschaffen.